# 万顷沙站 (铁路)
万顷沙站是南沙港铁路的一座地面车站，位于中国广东省广州市南沙区万顷沙镇同兴村。
万顷沙站在南沙港铁路规划中属货运站，但初期仅建设基本的设施满足列车通过条件，配套货场需留待未来增建。车站于2018年中旬动工兴建，2021年12月30日开通。
万顷沙站属于《广州市综合立体交通网规划（2023－2035年）》中规划的铁路货运枢纽。